# Wachau
Wachau – przełomowy odcinek doliny Dunaju pomiędzy miastem Melk i Krems an der Donau w Dolnej Austrii, około 80 km na zachód od Wiednia, słynący z licznych zabytków architektury świeckiej i sakralnej, średniowiecznych miasteczek oraz uprawy winorośli i moreli.
Ze względu na swoje unikalne walory widokowe, architektoniczne i kulturowe Wachau została wpisana w 2000 roku na listę światowego dziedzictwa UNESCO.

## Geografia
Wachau rozciąga się na długości ok. 35 km od miasta Melk po Krems an der Donau, obejmując przełomowy odcinek doliny Dunaju oraz stoki Dunkelsteinerwald i południowe tereny Waldviertel.
Dunaj przecina tutaj południowy kraniec Masywu Czeskiego. Przełom zbudowany jest ze skał krystalicznych, a w obszarach gdzie dolina się rozszerza oraz w Spitzer Graben nagromadziły się osady z trzecio- i czwartorzędu.
W dolinie panują łagodne warunki klimatyczne – strome stoki chronią przed silnymi wiatrami z zachodu i północy. Z uwagi na duże różnice w terenie, klimat zróżnicowany jest lokalnie – na stokach i w wyższych partiach penepleny panuje surowszy klimat Waldviertel. Podczas gdy średnia temperatura roczna w regionie Kremsu to +9 °C, to w okolicach Jauerlingu +5 °C.

### Winogrodnictwo i sadownictwo

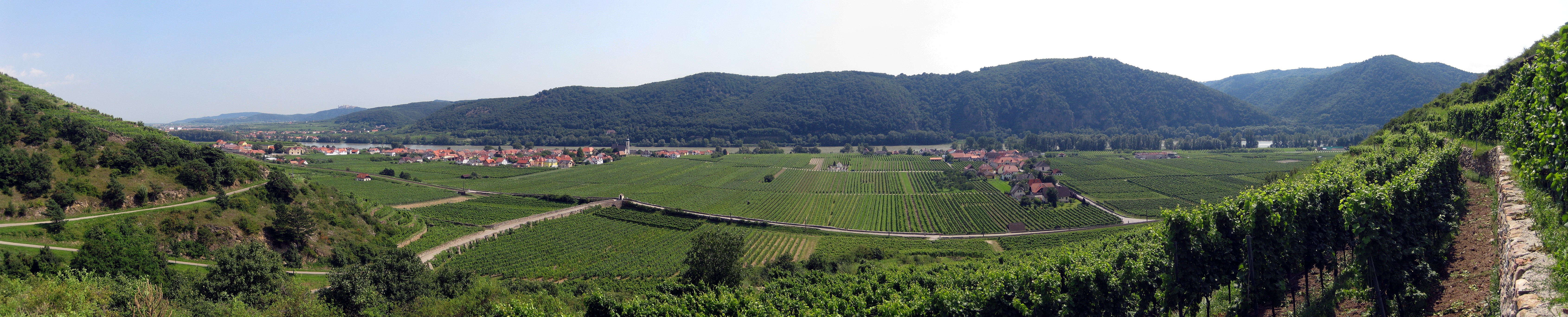
Winnice w Dolnie Wachau koło Dürnstein

Łagodny klimat doliny Wachau sprzyja winogrodnictwu i sadownictwu. Winorośl, głównie jej odmiany Riesling i Grüner Veltliner, uprawiana jest na terasach na zboczach doliny. Najważniejsze uprawy znajdują się w: Spitzu, Arnsdorfie, Wösendorfie, Jochingu, Weißenkirchen, Dürnstein, Loiben, Rossatz i Mautern. Lokalni producenci wina zrzeszeni są w organizacji regionalnej „Vinea Wachau”, która wyróżnia trzy rodzaje wina w Wachau:
- „Steinfeder” – lekkie wina o zawartości alkoholu 11.5%
- „Federspiel” – wina o zawartości alkoholu pomiędzy 11.5 a 12.5%
- „Smaragd” – wina mocniejsze niż 12.5%

Na dnie doliny Wachau, wzdłuż płaskich brzegów Dunaju, uprawiane są drzewa owocowe – głównie morele. Region dorobił się własnej moreli z Wachau (niem. Wachauer Marille) objętej chronioną nazwą pochodzenia.

## Historia
Z uwagi na łagodny klimat i położenie Wachau była zamieszkana już w okresie neolitycznym. W górnym Wachau znaleziono tzw. Wenus z Willendorfu a koło Krems tzw. Wenus z Galgenbergu – najstarszy znany przykład sztuki figuralnej w Europie. Znaleziono tu ślady illiryjskiej kultury halsztackiej (800–400 p.n.e.), po której nastąpiła kultura lateńska.
Na południe od Dunaju rozwinęło się królestwo Noricum, które zostało zajęte przez Rzymian w roku 15 p.n.e. – Favianis (współczesne Mautern an der Donau) stało się ważnym garnizonem przy granicy (limes) na Dunaju. Po upadku granicy w IV wieku, tereny Noricum były często najeżdżane przez plemiona z północy. Po założeniu przez Seweryna z Noricum w 453 roku klasztoru wykorzystywanego przez pielgrzymów w drodze do Włoch, Mautern stało się ważnym ośrodkiem religijnym.
Około 800 roku klasztory z Bawarii i Salzburga rozpoczęły uprawę winorośli na stokach doliny Dunaju w Wachau, tworząc terasy. Zachowały się średniowieczne gospodarstwa winiarzy – o charakterystycznym kształcie litery U lub litery L. Po sekularyzacji w 1803 roku, wiele winnic podupadło, co przyczyniło się do zubożenia regionu.
Nazwa „Wachau” po raz pierwszy jest wzmiankowana jako „Wahowa” w 853 roku a nazwa „Krems” jako „Urbs Chremisa” w 995 roku. „Wachau” w formie łacińskiej Vuachoua wzmiankowana jest również w dokumencie Ottona I Wielkiego z 972 roku. Powstała ok. 1200 roku Pieśń o Nibelungach wzmiankuje miasta z Wachau: Pöchlarn (Bechelaren), Melk (Medelike) i Mautern an der Donau (Mutoren).
Wachau należało od 976 roku do Babenbergów. W XI wieku w Wachau zamieszkali Kuenringerowie, a po ich wymarciu tereny Wachau przeszły w 1430 roku w posiadanie Albrechta II Habsburga. Dopiero pod koniec XIX wieku Wachau stał się modnym celem turystycznym, a turystyka rozwijała się prężnie również dzięki kolei Donauuferbahn zbudowanej na początku XX wieku.

## Krajobraz kulturowy
Ze względu na swoje unikalne walory widokowe, architektoniczne i kulturowe dolina Wachau została wpisana w 2000 roku na listę światowego dziedzictwa UNESCO.

### Melk
Położone na prawym brzegu Dunaju Melk jest zachodnią bramą do Wachau.
Nad miastem góruje barokowe opactwo Benedyktynów z XVIII wieku. Założone w XI wieku, kiedy to benedyktyni przybyli z Lambach do Melk na zaproszenie Leopolda II Pięknego. Zniszczone w XIII wieku, było wielokrotnie przebudowywane. W 1702 roku opat Berthold Dietmayr zainicjował gruntowną przebudowę klasztoru i kościoła. W latach 1702–1714 opactwo zostało kompletnie przebudowane według projektu Jakoba Prandtauera (1660–1726). Opactwo w Melk jest jednym z największych barokowych kompleksów budowli sakralnych na świecie. Nad opactwem góruje położony w centrum kompleksu kościół św. Piotra i św. Pawła z kopułą i dwoma wieżami. Wokół świątyni wznoszą się niższe zabudowania klasztorne, szkolne i biblioteczne. Wśród bogato zdobionych wnętrz na szczególną uwagę zasługują:
- Sala Marmurowa – dawna jadalnia dla dostojnych gości, której sufit zdobi malowidło ze scenami mitologicznymi, m.in. pracami Herkulesa[13]
- Biblioteka z freskami sufitowymi pędzla Paula Trogera obejmuje zbiory ponad 100 tys. woluminów (w tym 2000 manuskryptów i 1600 inkunabułów)[13]
- Wnętrza kościoła zdobione freskami Johanna Michaela Rottmayra[13]

### Schönbühel-Aggsbach

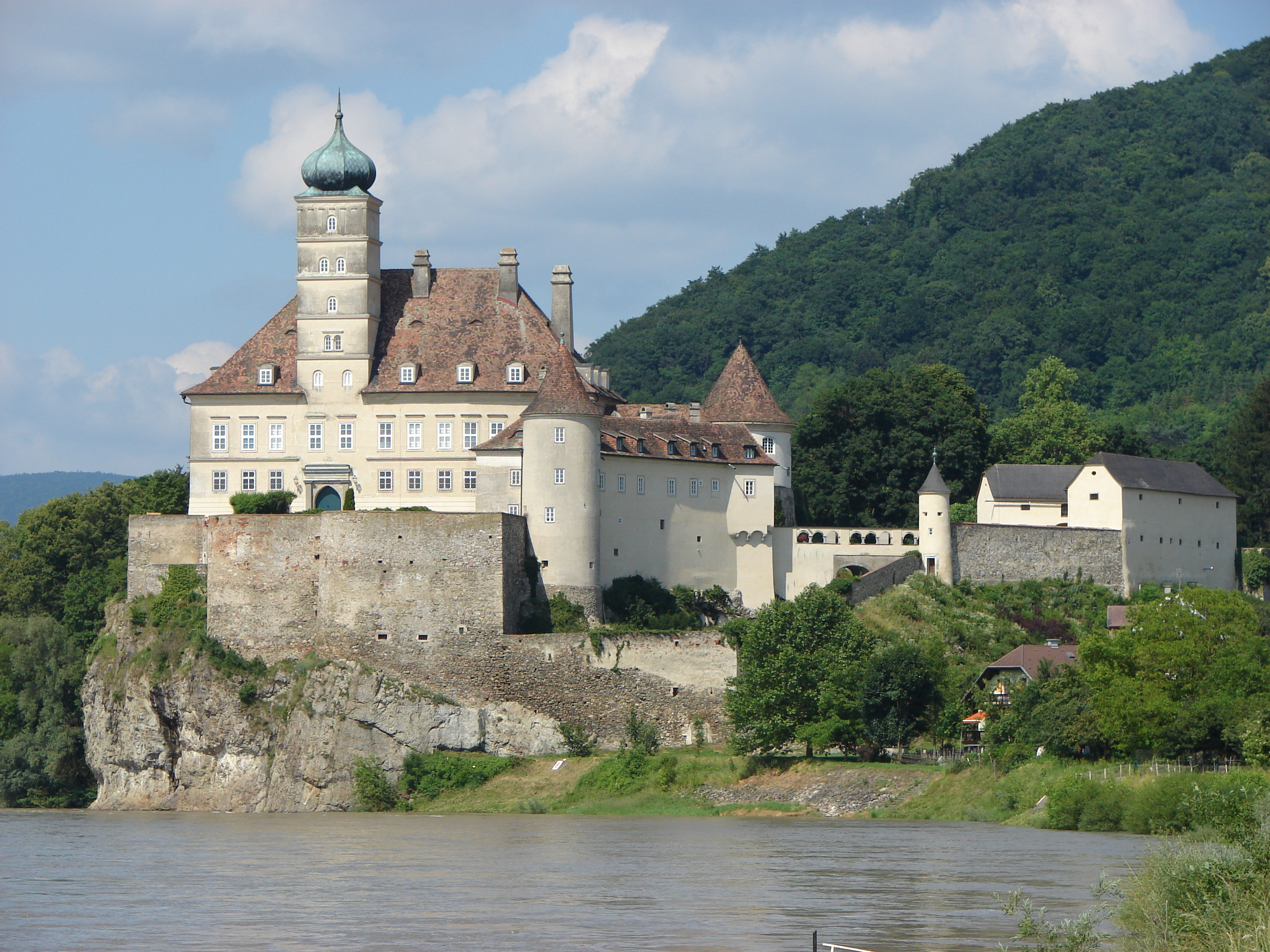
Zamek Schönbühel

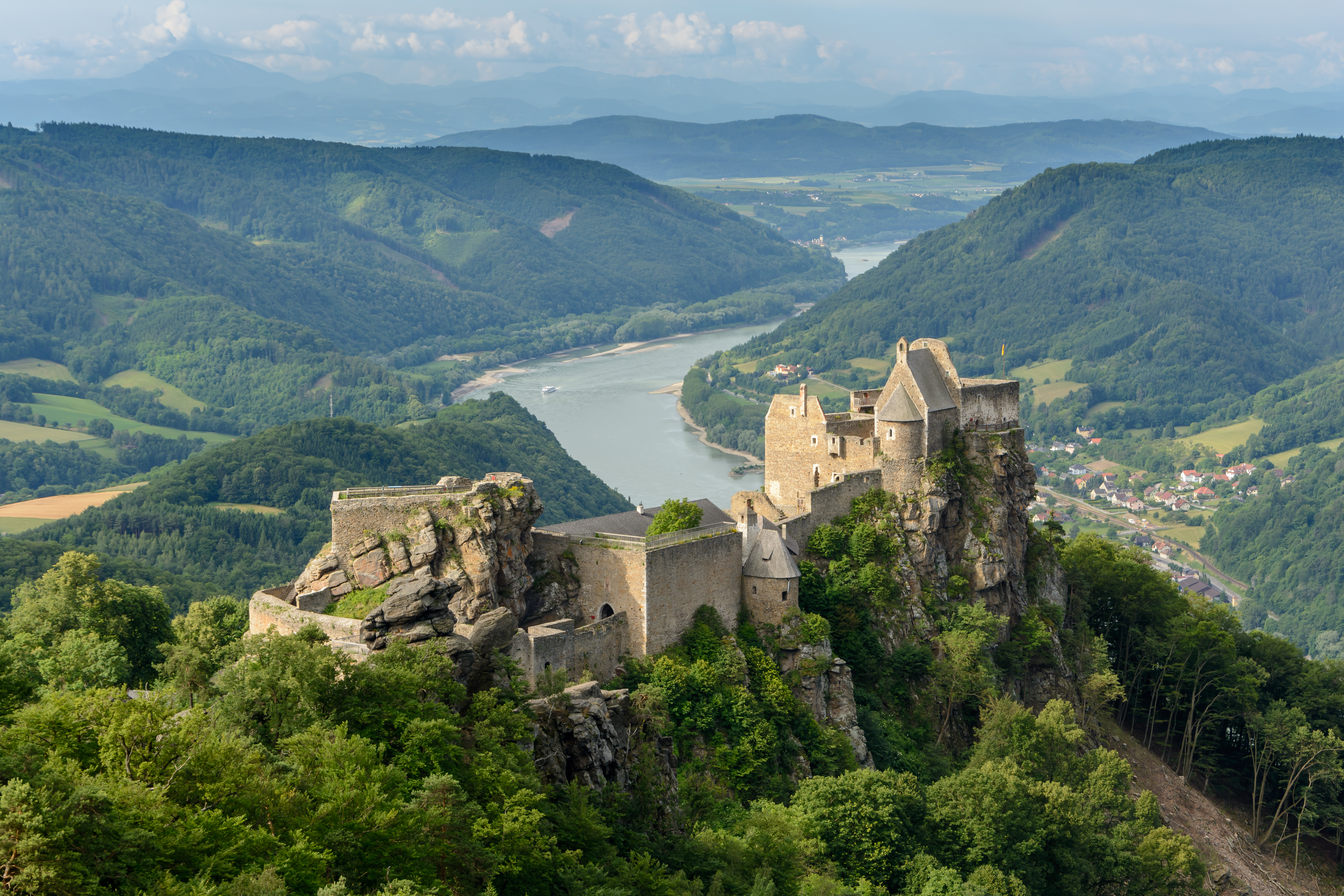
Ruiny zamku Aggstein

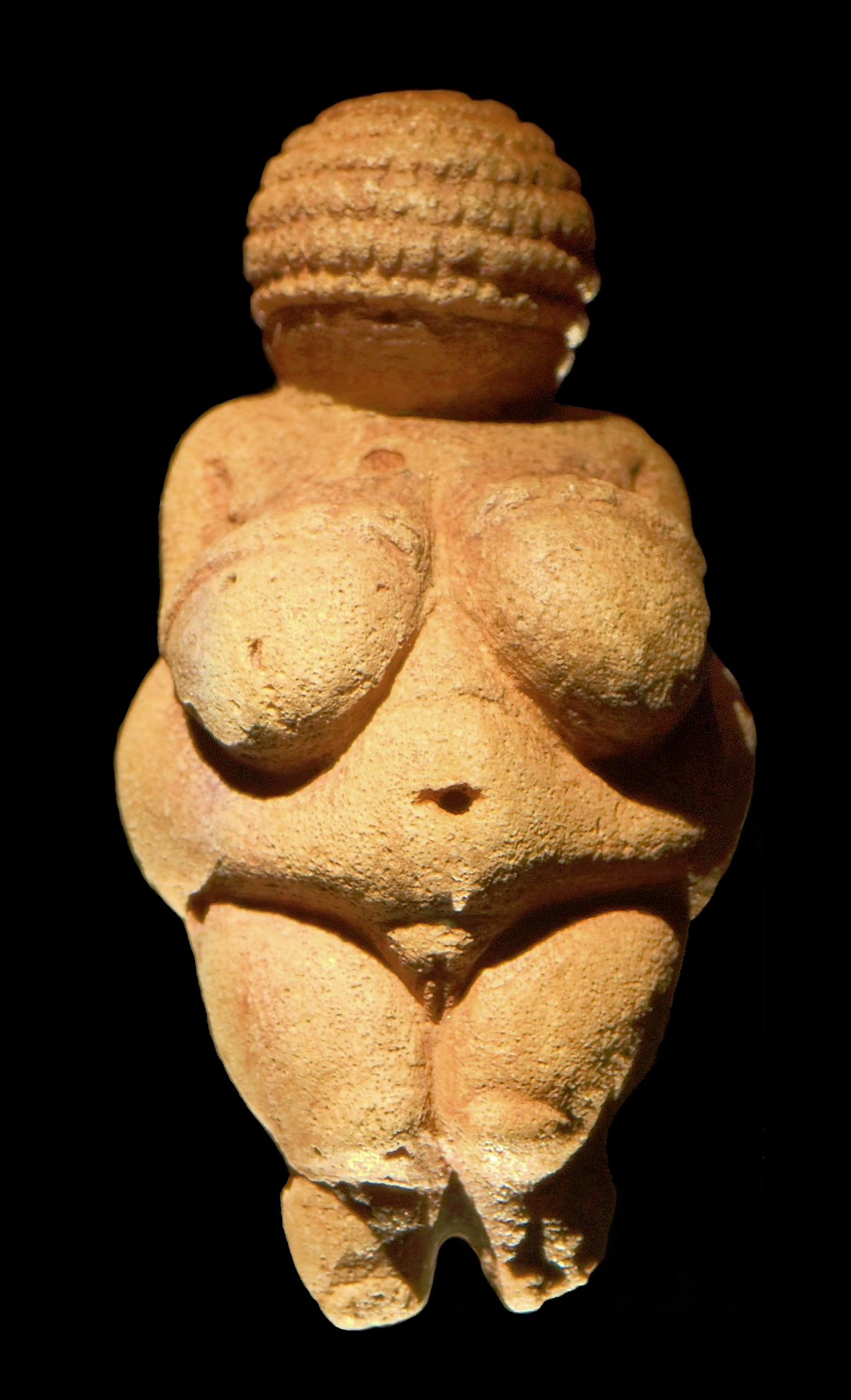
Wenus z Willendorfu

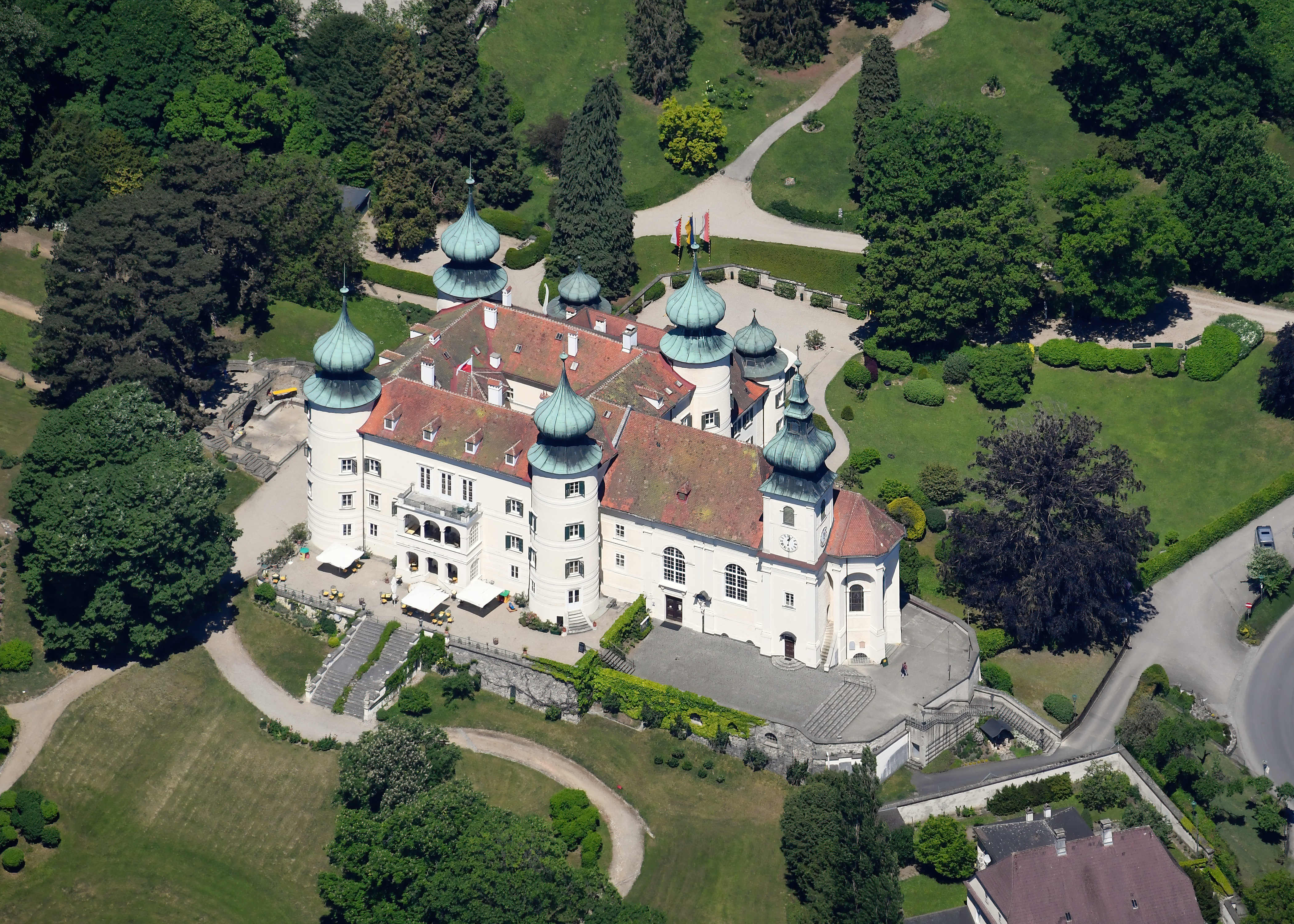
Zamek Artstetten

Dalej w górę rzeki na prawym jej brzegu, ok. 5 km od Melku, na skale wznosi się zamek Schönbühel. Zbudowany w XII wieku zamek służył przez 200 lat rodzinie Schoenbuchele, by po bezpotomnej śmierci ostatniego przedstawiciela rodu na początku XIII wieku przejść w ręce Conrada von Eisenbeutela, a następnie w posiadanie opactwa benedyktynów w Melku. W 1396 roku zamek objęli przedstawiciele rodu Starhemberg – Casper i Gundaker. Najsłynniejszym właścicielem zamku był Ernst Rüdiger von Starhemberg (1638–1701), który dowodził obrona Wiednia w 1683 roku. Od lat 30. XX wieku (z przerwami) zamek należy do rodu Seilern-Aspang.
Zamek Aggstein został wzniesiony w XIII wieku, a z historią jego własności wiąże się przedstawicieli rodu Kuenringerów. W 1429 roku zamek przeszedł na własność Jörga Schecka von Walda, który go rozbudował. Na początku XVII wieku znalazł się w posiadaniu Anny von Polheim-Parz, która go gruntownie odremontowała, po czym z wolna popadł w ruinę. Od XIX wieku ruiny są celem wycieczek turystycznych.

### Zamek Artstetten
Około 10 km na zachód od Melk, na lewym brzegu Dunaju koło Artstetten-Pöbring, znajduje się zamek Artstetten. Należący dawniej do rodziny cesarskiej zamek, mieści obecnie muzeum poświęcone arcyksięciu Ferdynandowi, który spędzał tu za życia wiele czasu i jest pochowany wraz z żoną Zofią von Chotek w krypcie zamkowej. Cesarz Franciszek Józef I był przeciwny małżeństwu arcyksięcia z ubogą czeską szlachcianką i nie pozwolił pochować pary w Wiedniu.

### Willendorf

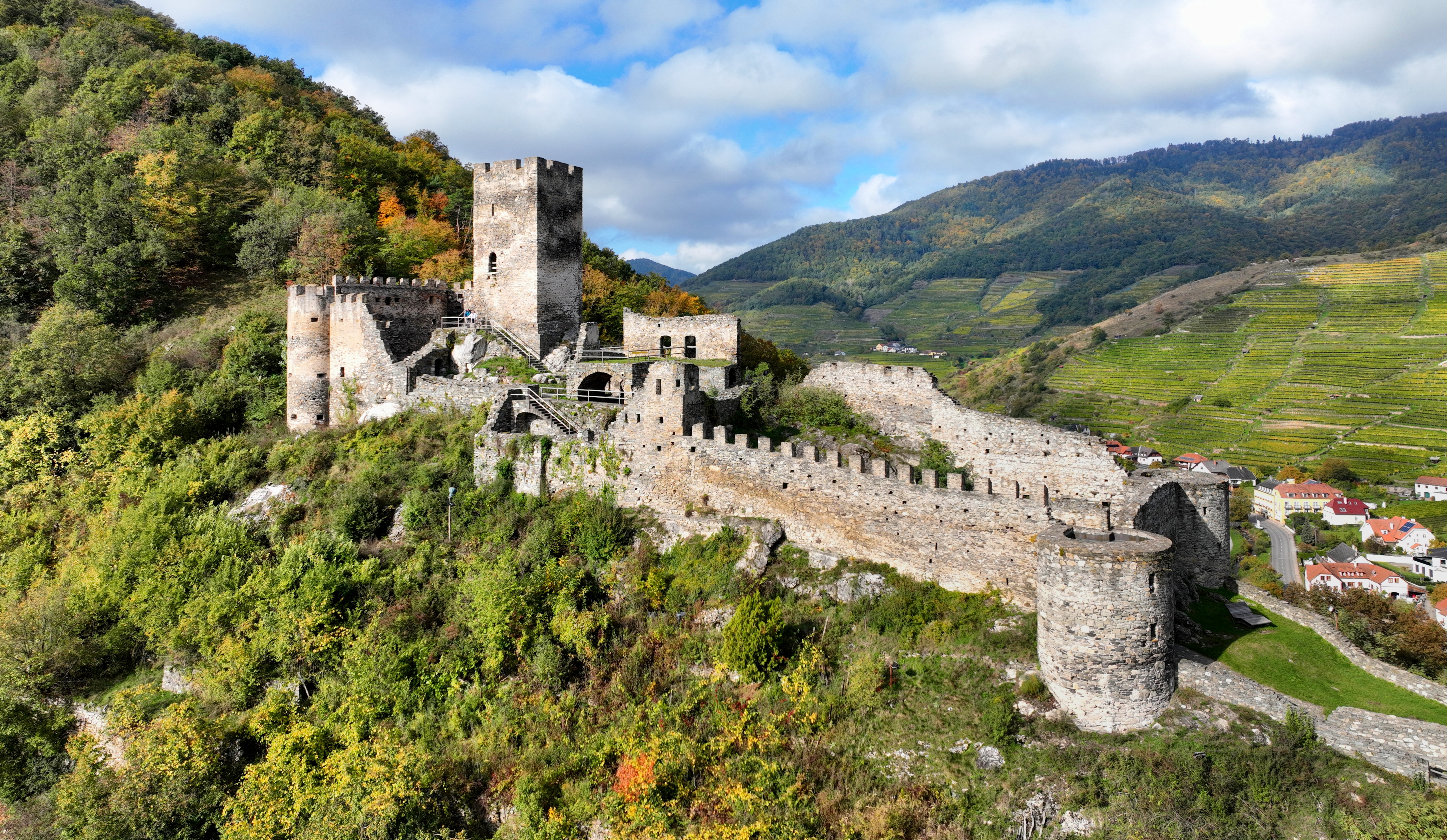
Ruiny zamku Hinterhaus

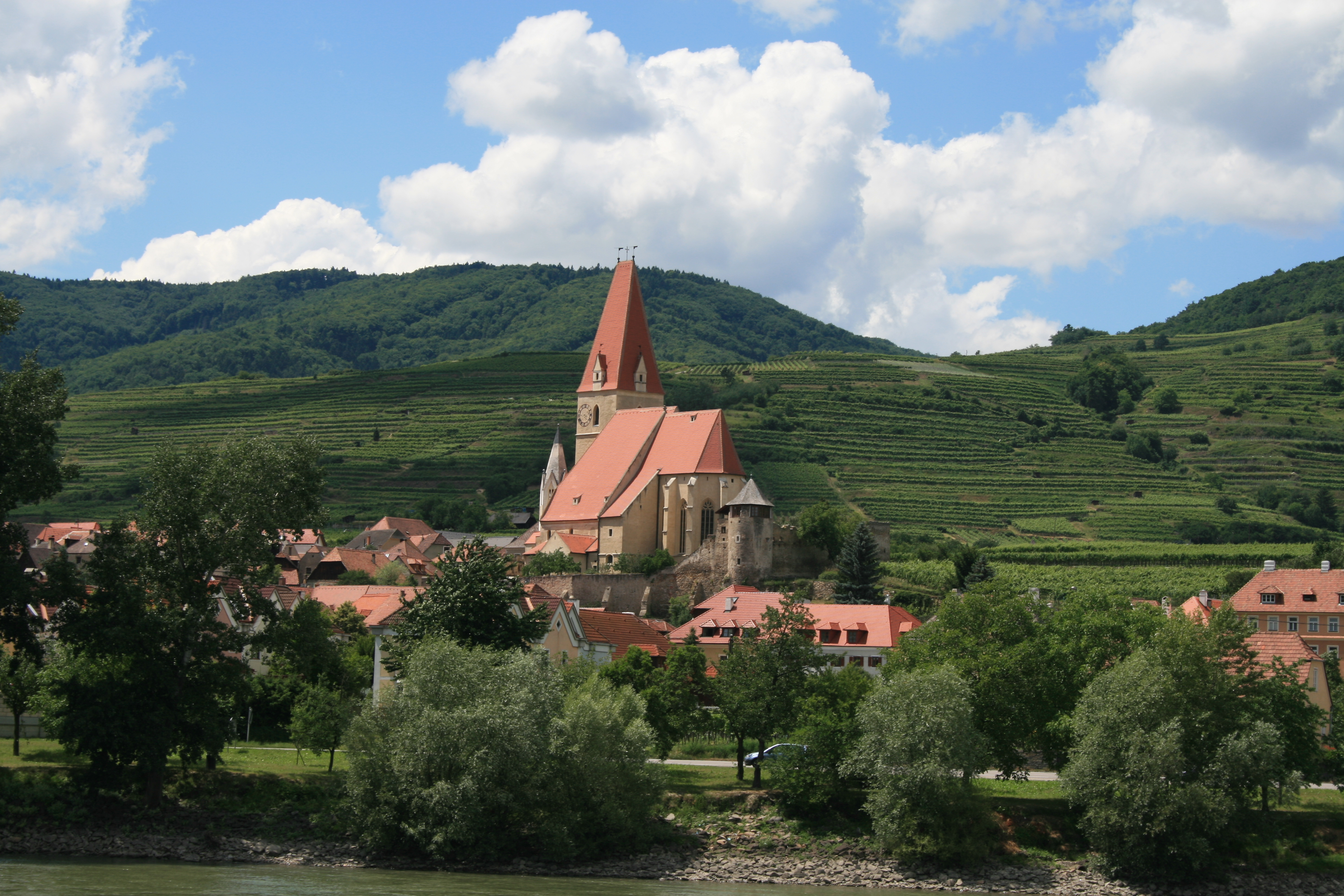
Weißenkirchen in der Wachau

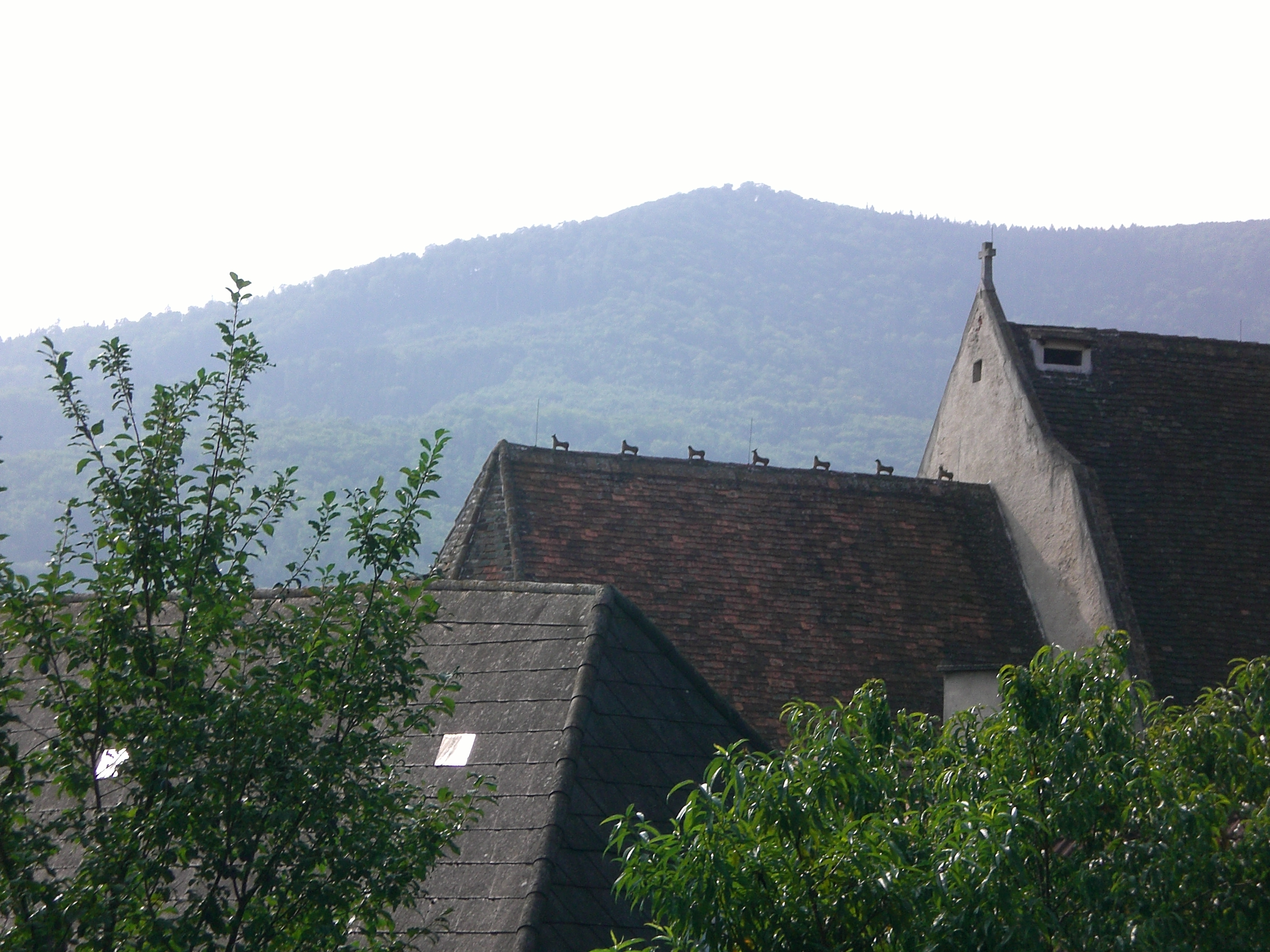
„Zające” na dachu kościoła w St. Michael

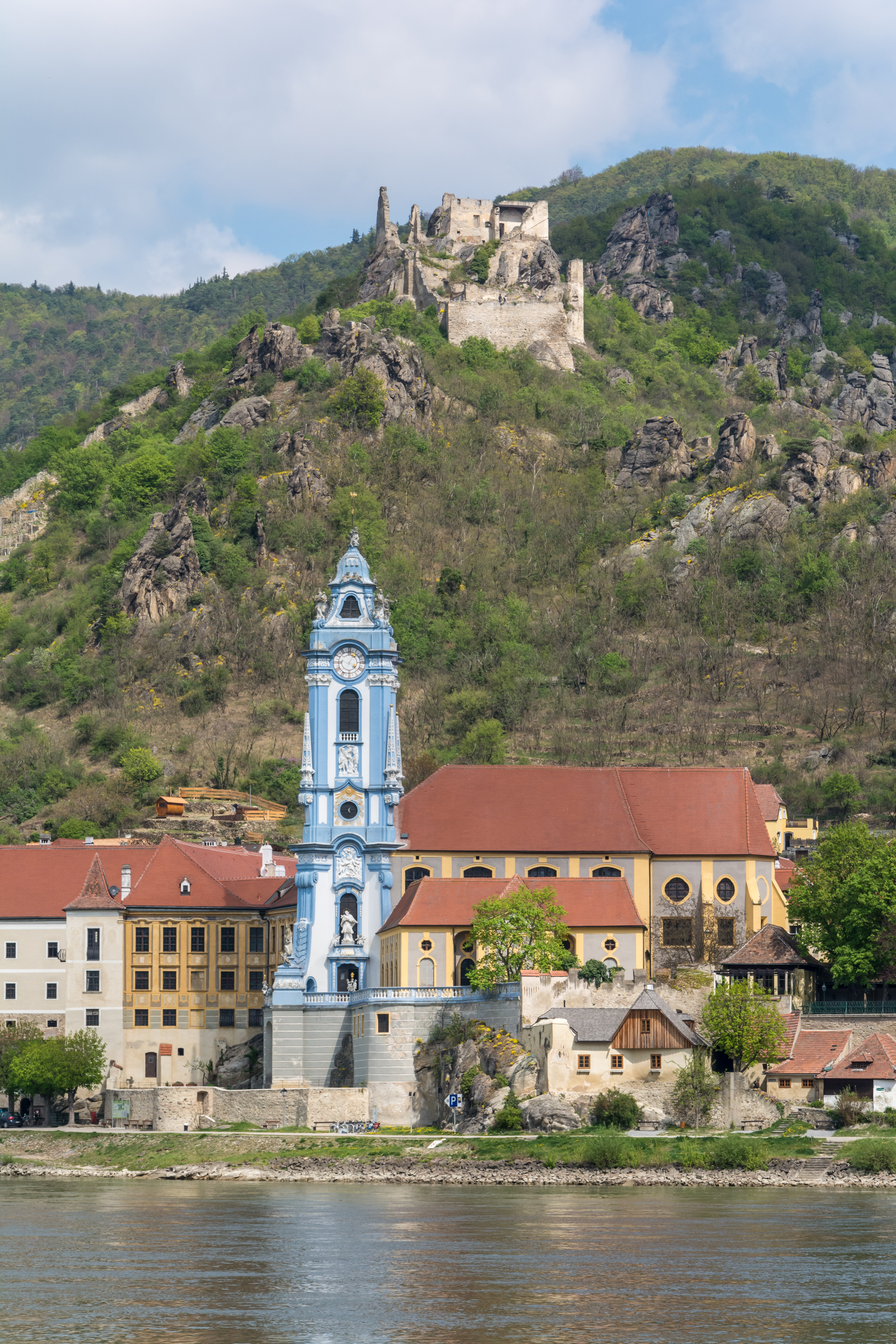
Ruiny zamku Dürnstein i kościół Wniebowzięcia Matki Boskiej

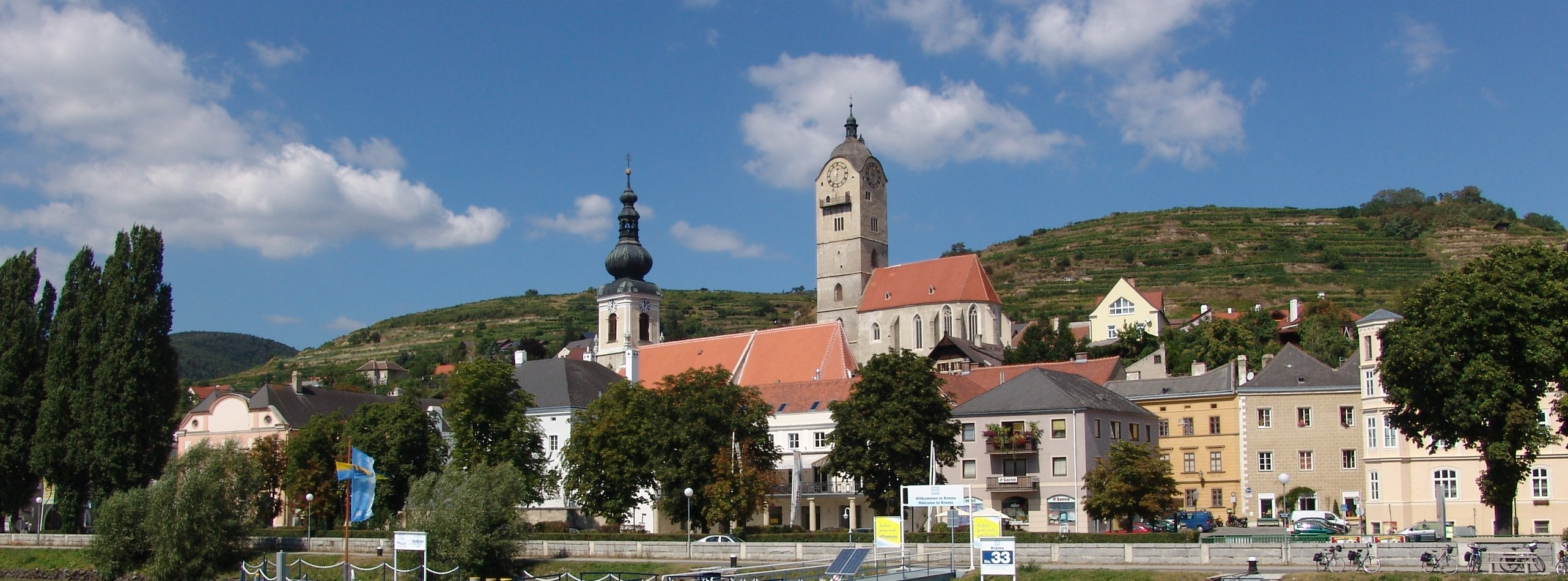
Krems an der Donau

Wieś Willendorf in der Wachau na lewym brzegu Dunaju była ośrodkiem osadnictwa od czasów prehistorycznych. W okresie zlodowacenia obozowisko myśliwych polujących na mamuty. W 1908 roku, podczas budowy linii kolejowej znaleziono tu figurkę z kamienia kredowego przedstawiająca postać kobiecą datowaną na okres paleolitu – tzw. Wenus z Willendorfu. Oryginalna figurka znajduje się w zbiorach Muzeum Historii Naturalnej w Wiedniu, a w Willendorfie stoi pomnik figurki – jej stukrotne powiększenie.

### Zamek Hinterhaus
Nad Spitzem górują ruiny XIII-wiecznego zamku Hinterhaus, który już na początku XVI wieku popadł w ruinę.

### Weißenkirchen
Weißenkirchen in der Wachau na lewym brzegu Dunaju jest wraz z okolicznymi wsiami St. Michael, Wösendorf i Joching największym obszarem winogrodnictwa w Wachau. Uprawiane są tu białe odmiany winorośli Grüner Veltliner i Riesling. W miasteczku znajduje się wiele winnic – w największej winnicy – renesansowym Teiserhoferhofie mieści się muzeum regionalne.
W St. Michael znajduje się orientowany kościół św. Michała po raz pierwszy wzmiankowany w 987 roku – najstarszy kościół obronny w Wachau. Świątynia ta nazywana jest potocznie „kościołem z siedmioma zającami na dachu”. Nazwa ta wywodzi się z miejscowej legendy o zimie obfitej w wielkie opady śniegu, które to miały zasypać kościół, tak że zające weszły na dach. Śnieg jednak stopniał tak szybko, że zające nie zdążyły uciec i zostały skamieniałe na dachu. Faktycznie na kalenicy dachu chóru znajdują się figury terakotowe (jeleni i koni) przypominające zające.

### Dürnstein
Położone na lewym brzegu Dunaju średniowieczne Dürnstein nazywane jest „perłą Wachau”. Nad miasteczkiem góruje zamek Dürnstein, z którym związana jest historia króla angielskiego Ryszarda Lwie Serce, który sprofanował flagę Babenbergów. Powracający z trzeciej wyprawy krzyżowej przez Austrię Ryszard Lwie Serce został pojmany z rozkazu Leopolda V Babenberga i uwięziony na zamku Dürnstein od grudnia 1192 roku do lutego 1194 roku; następnie został oddany w ręce cesarza Henryka VI Hohenstauf. Po zapłaceniu okupu 35 tys. w srebrze król został uwolniony, a pieniądze pozwoliły na sfinansowanie wielkich projektów budowlanych, m.in. w Wiedniu. Zamek został prawie doszczętnie zniszczony podczas najazdu wojsk szwedzkich w XVII wieku.
W XV wieku założono tu opactwo Augustianów Dürnstein, które zostało przebudowane na początku XVIII wieku w stylu barokowym według planów m.in. Josepha Munggenasta (1680–1741) a wiele fresków zostało wykonanych przez Kremsera Schmidta (1718–1801). Charakterystyczna błękitno-biała wieża kościoła góruje nad starym miastem.
Klasztor został rozwiązany w 1788 roku z rozkazu cesarza Józefa II Habsburga a jego włości przeszły na własność opactwa Herzogenburg.
1 listopada 1805 roku pod Dürenstein stoczono bitwę III koalicji antyfrancuskiej.

### Krems i Stein
Wschodnią bramą do Wachau tworzą miasta Krems i Stein. W tradycji lokalnej mówi się, że są to trzy miasta: wschodnie Krems i zachodnie Stein połączone Und – Krems und Stein sind drei Städte.
Jeszcze w XI–XII wieku Krems rywalizowało z Wiedniem. W Kremsie i Steinie zachowało się wiele budowli średniowiecznych, m.in. XIII-wieczny zamek miejski Gozzoburg i XV-wieczny kościół pijarów w Kremsie, czy XIII-wieczny Großer Passauerhof i XIV-wieczny Frauenbergkirche w Steinie. W obydwu miastach znajduje się również wiele budowli barokowych, m.in. kościół św. Wita w Krems – pierwsza świątynia barokowa wzniesiona na terenie Austrii. W Steinie mieszkał i działał malarz barokowy Kremser Schmidt (1718–1801).

### Göttweig
Opactwo Benedyktynów Göttweig zostało założone w 1083 roku. Od 1094 roku mieszkali tu benedyktyni przybyli z klasztoru w St. Blasien w Schwarzwaldzie. Opactwo nazywane jest również „austriackim Monte Cassino” z uwagi na wiele podobieństw architektoniczno-krajobrazowych z klasztorem na Monte Cassino.
Po pożarze na początku XVIII wieku, klasztor został odbudowany w stylu barokowym według projektu Johanna Lucasa von Hildebrandta (1668–1745). W 1739 roku zachodnie skrzydło kompleksu z komnatami cesarskimi otrzymało paradną klatkę schodową Kaiserstiege, której sufit zdobi plafon „Apoteoza Karola VI” pędzla Paula Trogera. W dobrej kondycji zachowała się romańska kaplica św. Erentrudy z 1072 roku.
W opactwie znajduje się biblioteka manuskryptów oraz zbiory ponad 32 tys. grafik, m.in. dzieła Rubensa, Rembrandta, Dürera i Cranacha